# Indolestes lundqvisti
Indolestes lundqvisti är en trollsländeart som först beskrevs av Maurits Anne Lieftinck 1949.  Indolestes lundqvisti ingår i släktet Indolestes och familjen glansflicksländor. Inga underarter finns listade i Catalogue of Life.